# Eric Idle

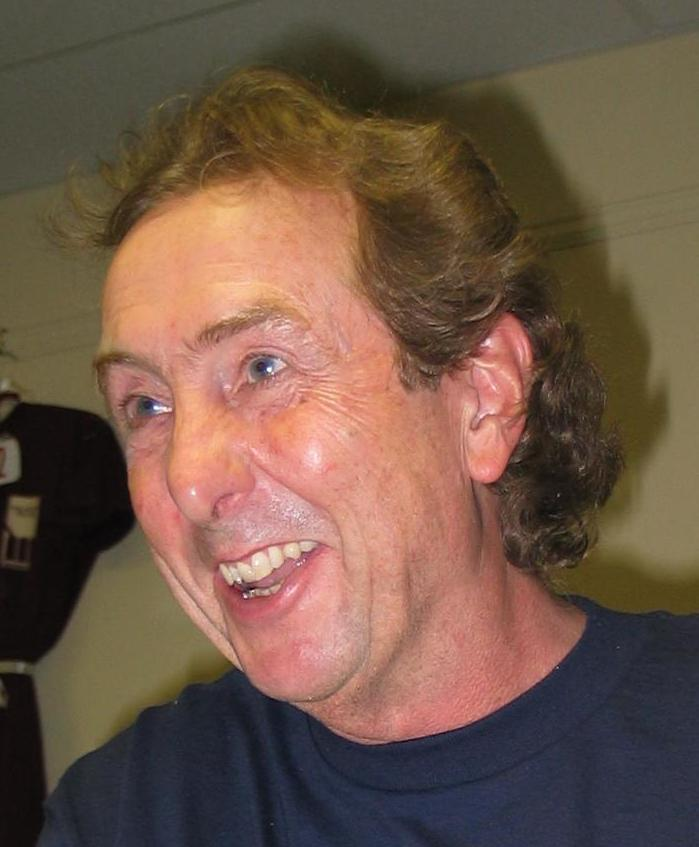
Eric Idle vid Paramount Theatre i Rutland, Vermont 2003.

Eric Idle, född 29 mars 1943 i South Shields, Tyne and Wear (i dåvarande County Durham), är en brittisk komiker, manusförfattare, regissör, skådespelare och kompositör. Han är medlem av komikergruppen Monty Python.

## Biografi
Idle föddes i Harton, nära South Shields i County Durham, då hans mor hade evakuerats från nordvästra England under kriget. Hans mor, Norah Barron Sanderson arbetade inom vården och hans far, Ernest Idle, tjänstgjorde i Royal Air Force under andra världskriget, och omkom i en liftar-bilolycka strax efter kriget. Hans mor fick då svårt att klara både heltidsarbete och att uppfostra ett barn, så när Idle var sju, skrev hon in honom som inackorderingselev på Royal Wolverhampton School. Vid denna tidpunkt, var skolan en stiftelse som ägnade sig åt utbildning och omvårdnad av barn som hade förlorat en eller bägge föräldrar. Idle har senare sagt att: "Det pågick fysiska övergrepp, mobbning, en hård miljö för ett barn att växa upp i. Jag har vant mig vid att hantera pojkar i grupp och leva vidare även under obehagliga förhållanden samt att vara smart, rolig och omstörtande på bekostnad av auktoriteter. Perfekt träning för Python."
Idle studerade engelska vid Cambridge University, där han också blev ordförande för amatörteatern Footlights.
Han skrev sketcher för BBC:s satirshow The Frost Report, som sändes 1966-1967. Där kom han i kontakt med andra som senare blev medlemmar i Monty Python, Graham Chapman, John Cleese och Michael Palin. Tillsammans med Palin och Jones skrev han och spelade i Do Not Adjust Your Set 1967-1969, som var ett komediprogram för barn, men som också fick en vuxen publik.
Medan de övriga Python-medlemmarna skrev sina sketcher parvis, skrev Idle alltid ensam. Idle har skrivit många av Monty Pythons melodier, bland annat "Always Look on the Bright Side of Life" från filmen Ett herrans liv (Life of Brian)  från 1979. Han framförde sången vid avslutningsceremonin för de Olympiska sommarspelen i London den 12 augusti 2012 inför ett fullsatt  Olympiastadion och miljontals TV-tittare.
På egen hand har han bland annat gjort filmen The Rutles. 2002 gjorde Idle en uppföljare på filmen; The Rutles 2: Can't Buy Me Lunch. Musiken i filmen hämtas från den andra Rutles-CD:n Archaeology som gavs ut redan 1996 som en vink åt Beatles Anthology-projekt.

## Utmärkelser
Asteroiden 9620 Ericidle är uppkallad efter honom.

## Filmografi i urval
- 1969–1974 – Monty Pythons flygande cirkus (TV-serie; manus och roller)
- 1971 – Livet é python (manus och roller)
- 1974 – Monty Pythons galna värld (manus och roller)
- 1978 – The Rutles (TV-film; regi, manus och roller)
- 1979 – Ett herrans liv (manus och roller)
- 1983 – Meningen med livet (manus och roller)
- 1985 – Ett päron till farsa på semester i Europa (roll)
- 1989 – Jorden runt på 80 dagar (TV-serie)
- 1989 – Baron Münchausens äventyr (musik och roll)
- 1990 – Nunnor på rymmen
- 1990 – Släkten är värst
- 1993 – Ursäkta, var är arvet?
- 1995 – Casper
- 1996 – Det susar i säven
- 1998 – An Alan Smithee Film: Burn Hollywood Burn
- 1999 – South Park: Bigger Longer & Uncut (röst)
- 2000 – 102 Dalmatiner
- 2002 – The Rutles 2: Can't Buy Me Lunch (TV-film; produktion och regi)
- 2003 – Brottsplats Hollywood
- 2003–2007 – Simpsons (återkommande gäströst i TV-serie)
- 2004 – Ella den förtrollade
- 2005 – The Aristocrats
- 2007 – Shrek den tredje (röst)
- 2010 – Not the Messiah (He's a Very Naughty Boy)
- 2012 – What About Dick? (regi, manus och roll)
- 2015 – Absolutely Anything

## Diskografi
- Quite Remarkable Adventures of Owl & Pussycat (1997)
- Eric Idle Sings Monty Python (2000)
- The Rutland Isles (2003)